# İstanbullu Gelin
İstanbullu Gelin (em Angola e Moçambique: Para Sempre no Meu Coração) é uma telenovela turca produzida pela O3 Medya e exibida pela Star TV, entre 3 de março de 2017 a 31 de maio de 2019. Escrita por Teşrik-i Mesai, tem direção de Zeynep Gunay e Deniz Kolos com produção de Onur Güvenatam. Com Özcan Deniz e Aslı Enver, nos papéis principais.
Foi exibida pela Zap Novelas em Angola (às 18h) Moçambique (às 19h) entre os dias,11 de setembro de 2018 e 4 de novembro de 2019 substituindo Vidas Cruzadas e sendo substituída por Terra Amarga .

## Elenco
- Özcan Deniz ...  Faruk Boran
- Asli Enver ...  Süreyya Boran
- Ipek Bilgin ...  Esma Boran
- Salih Bademci ...  Fikret Boran
- Firat Tanis ...  Adem
- Dilara Aksüyek ...  Ipek Boran
- Güven Murat Akpinar ...  Osman Boran
- Neslihan Yeldan ...  Senem
- Nergis Çorakçi ...  Kiymet
- Pelinsu Pir ...  Nurgül
- Fatih Koyunoglu ...  Akif
- Neslihan Arslan ...  Dilara
- Eren Balkan ...  Gülistan
- Sabri Özmener ...  Mustafa

## Prêmios e indicações
| Ano  | Prêmio                    | Categoria         | Indicação        | Resultado |
| ---- | ------------------------- | ----------------- | ---------------- | --------- |
| 2018 | International Emmy Awards | Melhor Telenovela | İstanbullu Gelin | Indicado  |